# Lili Öst
Lili Victoria Öst, tidigare  Öst Lundkvist och Öst Gatti, ursprungligen Järnberg, född 20 juni 1962 i Hässelby församling i Stockholm, är en svensk sångerska, föreläsare, coach och författare.
Lili Öst tillhör musikersläkten Öst från Hälsingland. Hon är dotter till Berndt Öst och Ulla Blomqvist samt syster till Lena Öst. Farfar och farmor hette Viktor Järnberg och Anna Öst och farmors far Jon-Erik Öst.
I unga år medverkade Lili Öst på sin farmors skivor. Åren 1983–1990 ingick hon i den sista konstellationen av den långlivade musikgruppen Family Four som fadern hade grundat 1964. Hon har därefter stått på scenen i olika sammanhang, bland annat i sånggrupperna 3xÖst och Avec. 
I Avec arbetade Lili tillsammans med Lena N-Nilsson, Pernilla Söderström (Cowan) och Maria Sköld (Wells) (sedermera gift med Robert Wells). Numera håller hon föreläsningar och har gett ut böckerna Jag blir vad jag tänker (2012) och Så klart! Hur du & attraktionslagen blir ett vinnande team! (2017).
Lili Öst var 1994–2005 gift med Anders Lundkvist (född 1961) och 2010–2015 med Maurizio Gatti (född 1957). Hon har en son (född 1995) och en dotter (född 2000) i första äktenskapet.

## Diskografi i urval
- 1976 – Låt mig få tända ett ljus, medverkar på Anna Östs skiva[3]
- 1979 – Jag sjunger mina sånger, medverkar på Anna Östs skiva[4]
- 1983 – Hästskit och fågelsång, Family Four[8]
- 1984 – Family four '84, Family four[9]
- 1991 – Skåpbubblor 1991[10]
- 2000 – Det bekymrar mig, Avec[11]
- 2000 – Avec[12]
- 2003 – En morgon av lycka, Ulf Källvik[13]
- 2001 – När Alla Haven Sjunger[14]